# Forentorpa ängar
Forentorpa ängar är ett naturreservat i Falköpings kommun i Västergötland.
Reservatet är 52 hektar stort och skyddat sedan 2009. Det är beläget strax väster om Gudhem. Det består mest av välbetade lövhagar med många grova ekar och askar. Träden är viktiga för svampar, lavar och djur. Inom området växer den gröna lunglaven. På våren dominerar växten av vitsippa och svalört. En vandringsled går genom det kuperade reservatet bland kullar, ryggar och platåer. Vanligt förekommande träd är al, alm, björk, tall och ek. Utmärkande fåglar är björktrast, nötväcka, rosenfink, mindre hackspett och skogsduva.
Inom området finns flera formlämningar efter bland annat en järnåldersby, fornåkrar och gravar i form av stensättningar. En vikingatida fägata går från reservatet fram till länsväg 184 där det antagligen legat en gård. Där låg tidigare resterna av en smedja från 100-200-talet, men ugnarna revs när riksväg 184 fick ny sträckning.
Åkrarna i reservatet började brukas på 300-talet. Åkrarna har bearbetats med hacka och årder och har därmed blivit djupare i mitten för att jorden inte vänts, utan bara luckrats och rensats från sten och rötter.
Den östra delen av reservatet ingår i EU:s ekologiska nätverk av skyddade områden, Natura 2000.

## Galleri

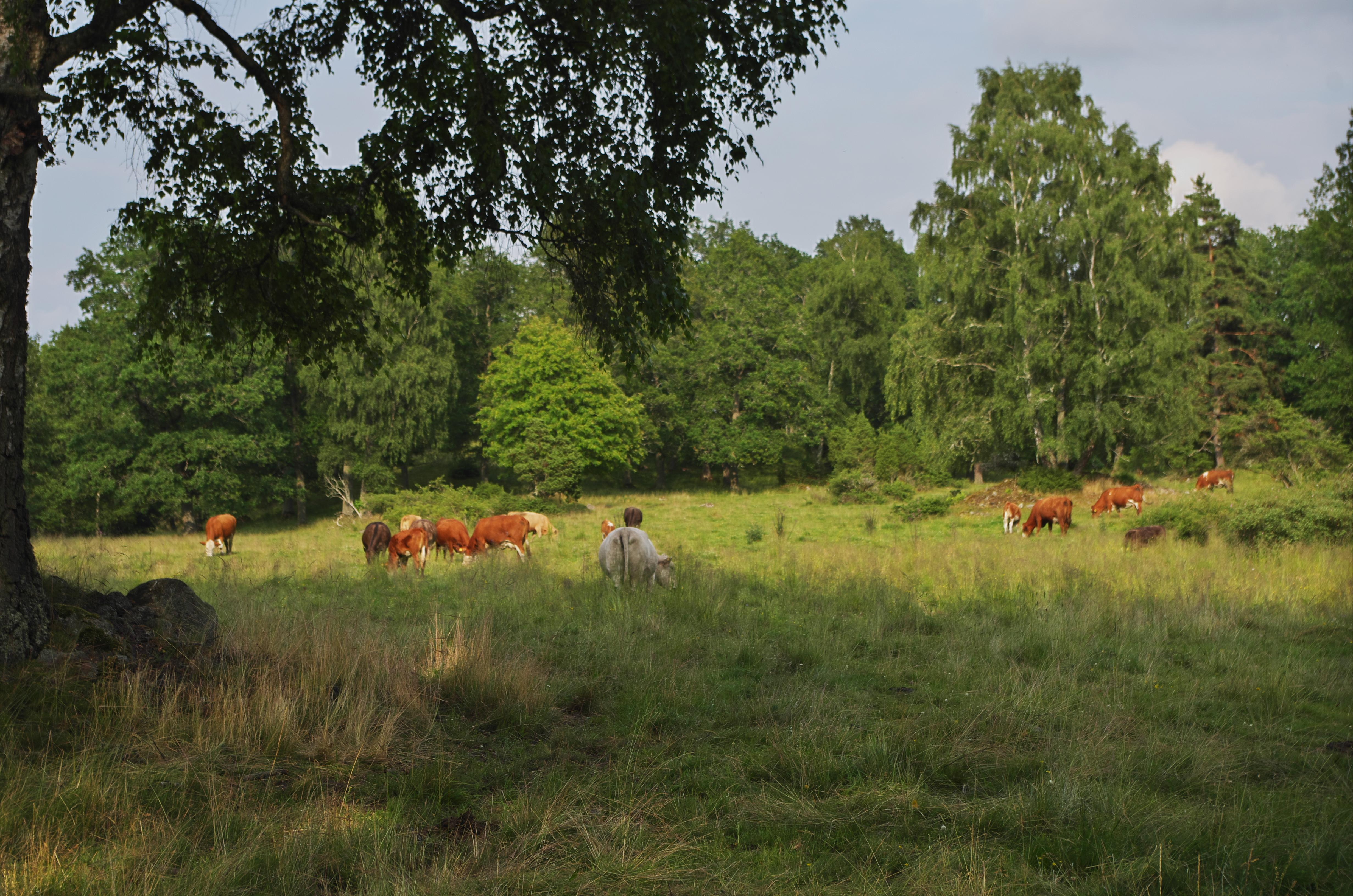
Markerna hålls betade av boskap.
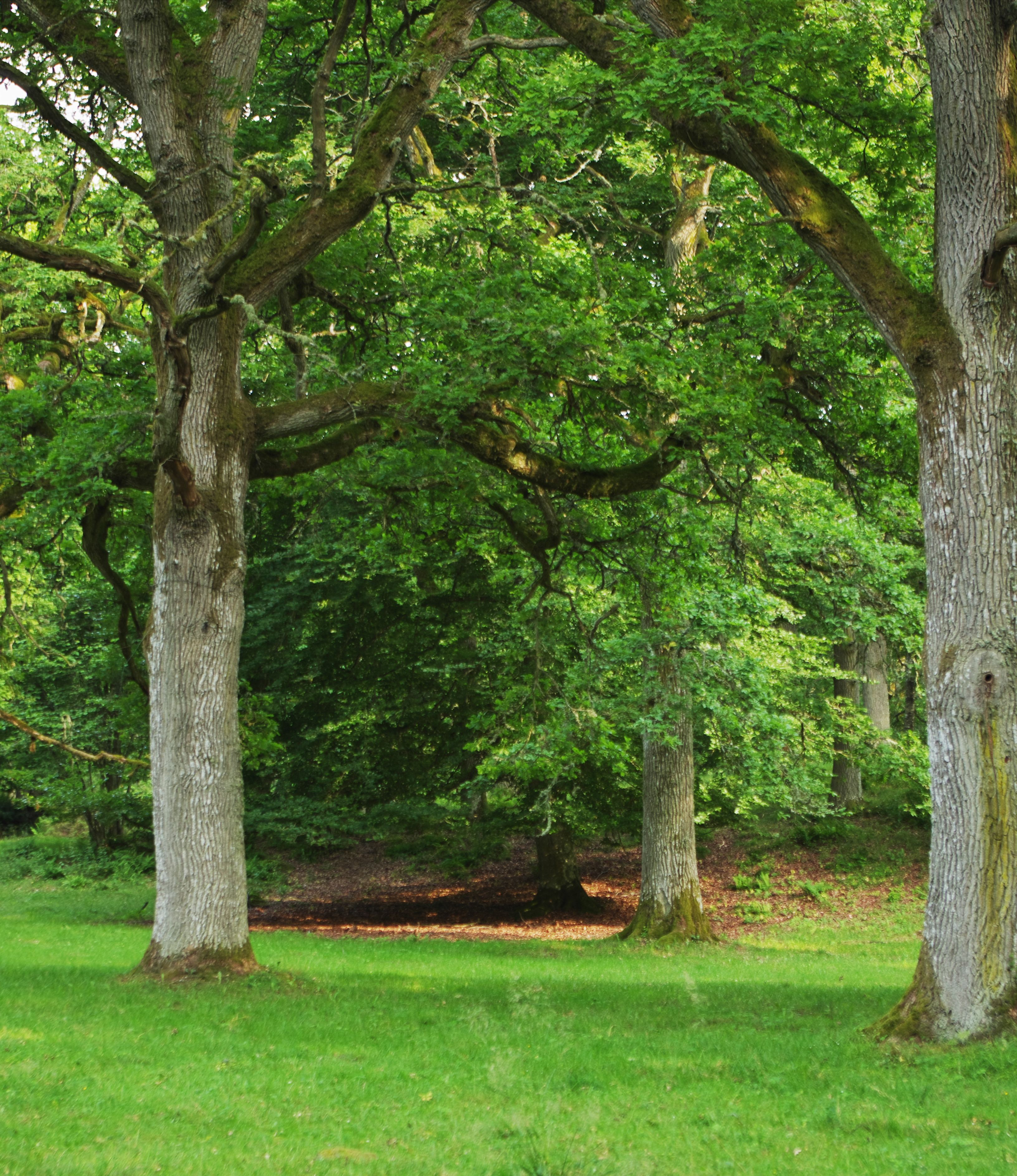
Forentorpa ängar karaktäriseras av välbetade lövhagar med många grova ekar och askar.
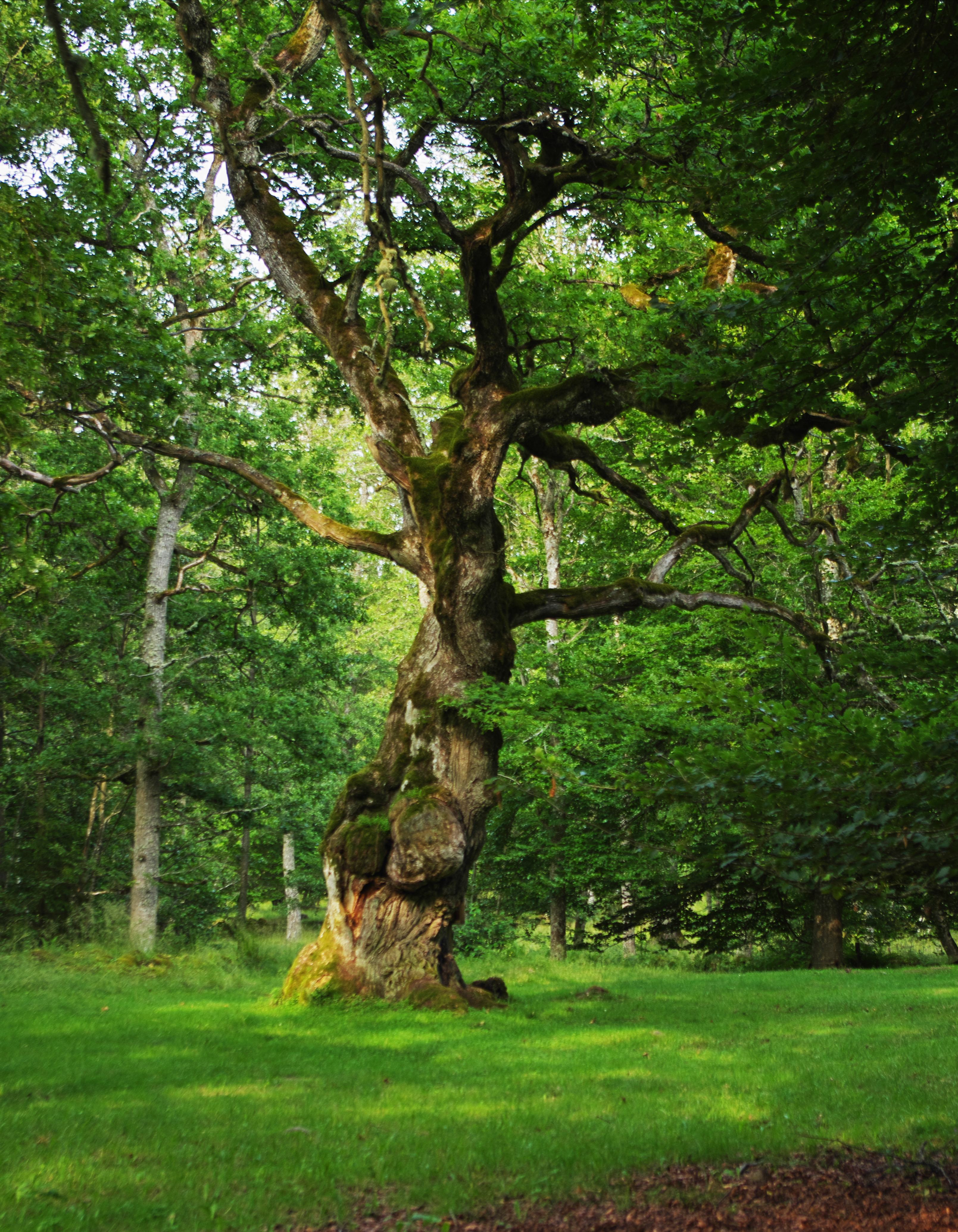